# Herrieder Tor

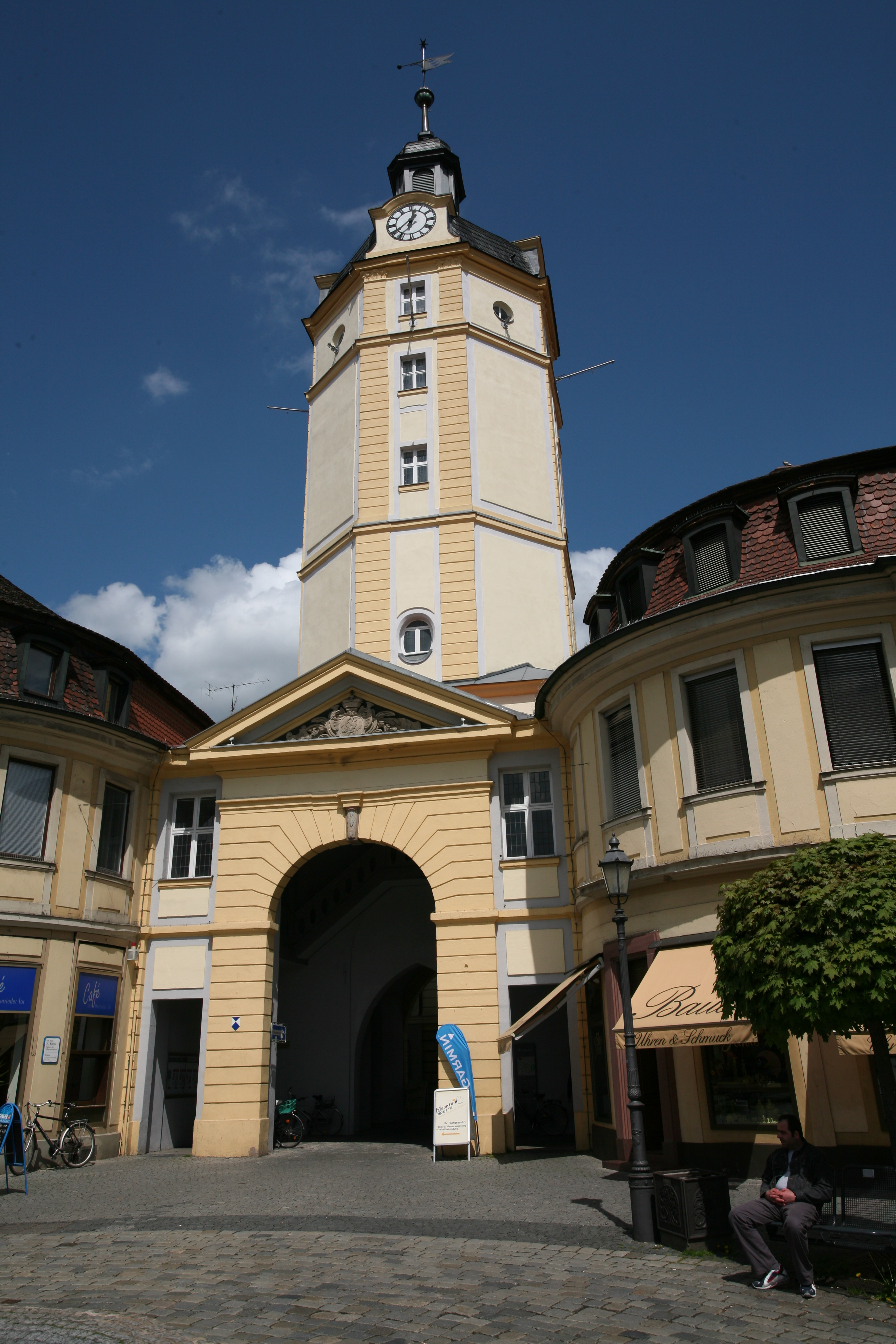
Herrieder Tor (Südfront)

Das Herrieder Tor ist ein Stadttor und bekanntes Baudenkmal der mittelfränkischen Stadt Ansbach. Es befindet sich an der Südseite der Altstadt und ist nach der etwa zehn Kilometer südwestlich von Ansbach gelegenen Kleinstadt Herrieden benannt.

## Geschichte

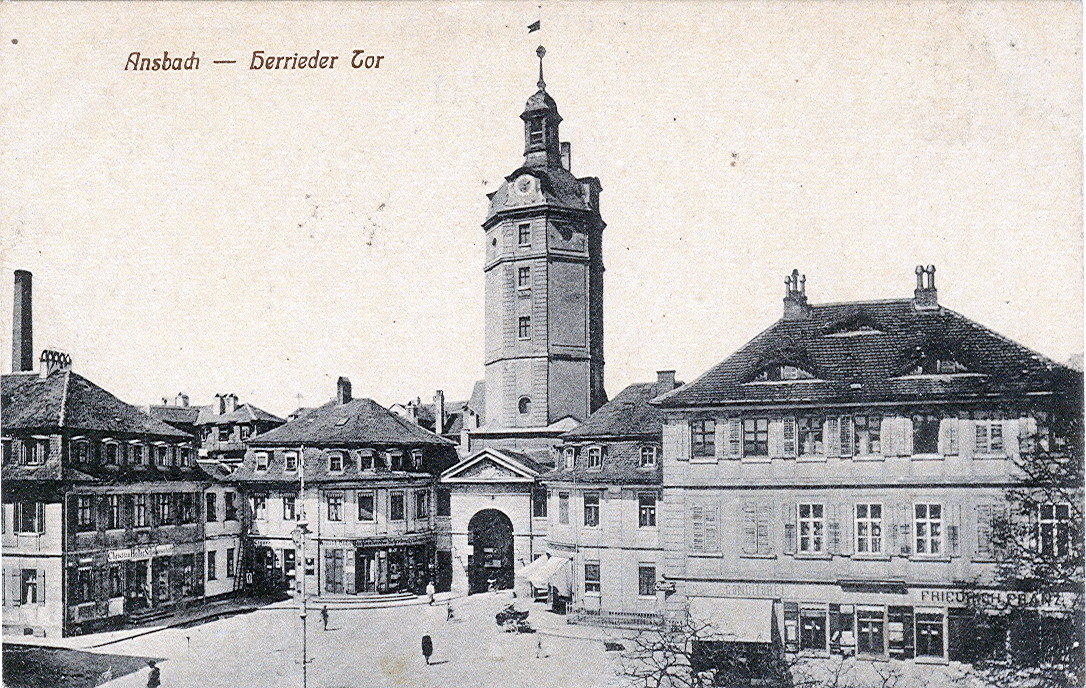
Herrieder Tor (1914)

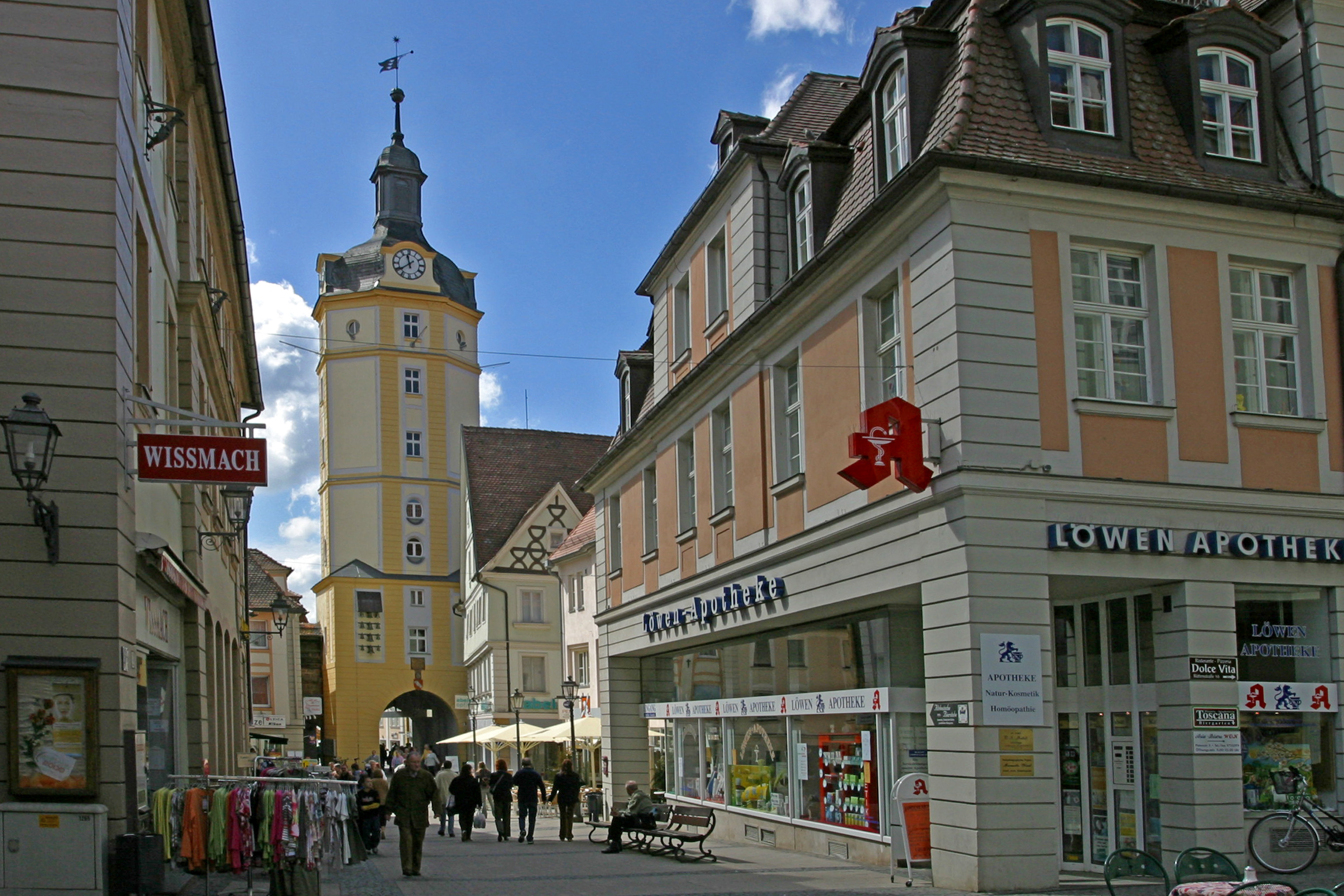
Blick von der Altstadt auf die Nordfassade mit Glockenspiel, ursprünglicher Standort des Tores auf Höhe des Apothekengebäudes (rechts)

### Ursprüngliche Toranlage
Neben Nürnberger Tor, Würzburger Tor, Neuem Tor und Schlosstor ist das Herrieder Tor eines von ehemals fünf Stadttoren. Es enthält die ältesten noch heute existierenden Befestigungsbestandteile der Stadt. Der Unterbau stammt aus dem 15. Jahrhundert. Bereits im Jahr 1374 wurde der Vorgängerbau des heutigen Tores erstmals erwähnt. Die Stadtmauer verlief damals weiter nördlich und das Tor lag in etwa auf Höhe der ehemaligen Löwenapotheke. Bei der Stadterweiterung unter Markgraf Albrecht Achilles im 15. Jahrhundert wurden Stadtmauer und Tor nach Süden an die heutige Stelle versetzt.

### Barocker Neubau
Eine erste Erhöhung des Turmes in achteckiger Form führte 1684/85 Georg Andreas Böckler unter der Regierung Markgraf Johann Friedrichs durch. Der Torturm in seiner heutigen Form entstand in den Jahren 1750/51 unter dem markgräflichen Landbauinspektor Johann David Steingruber im Auftrag von Karl Wilhelm Friedrich von Brandenburg-Ansbach. Dabei wurde auf dem Fundament des Vorgängerbaus ein barocker Neubau errichtet.
1987 stiftete der Ansbacher Lions-Club ein Glockenspiel, das an der Nordseite des Turms angebracht wurde und seither täglich um 11 und 17 Uhr die Melodie des Hohenfriedberger Marsches erklingen lässt, dessen Text mit den Worten „Auf Ansbach-Dragoner! Auf Ansbach-Bayreuth!“ beginnt.

### Heutige Nutzung
Das Turmgebäude beheimatet seit 2003 die Geschäftsstelle und einen Ausstellungsraum des Kunstvereins Ansbach e. V. sowie seit 2008 die Ortsgruppe Ansbach des Frankenbundes, die in den Räumlichkeiten des Turmes Vorträge veranstaltet und das Edmund-Zöller-Archiv zur Sammlung und Archivierung lokalhistorischen Schrift- und Bildmaterials betreibt.
Am Tag des offenen Denkmals ist der Turmbau für Besucher geöffnet. Im Rahmen der „Grünen Nacht“, zu deren Anlass viele Wahrzeichen und Baudenkmäler Ansbachs aufwändig beleuchtet werden, findet auch am Herrieder Tor eine Lichtinstallation statt.

## Baubeschreibung

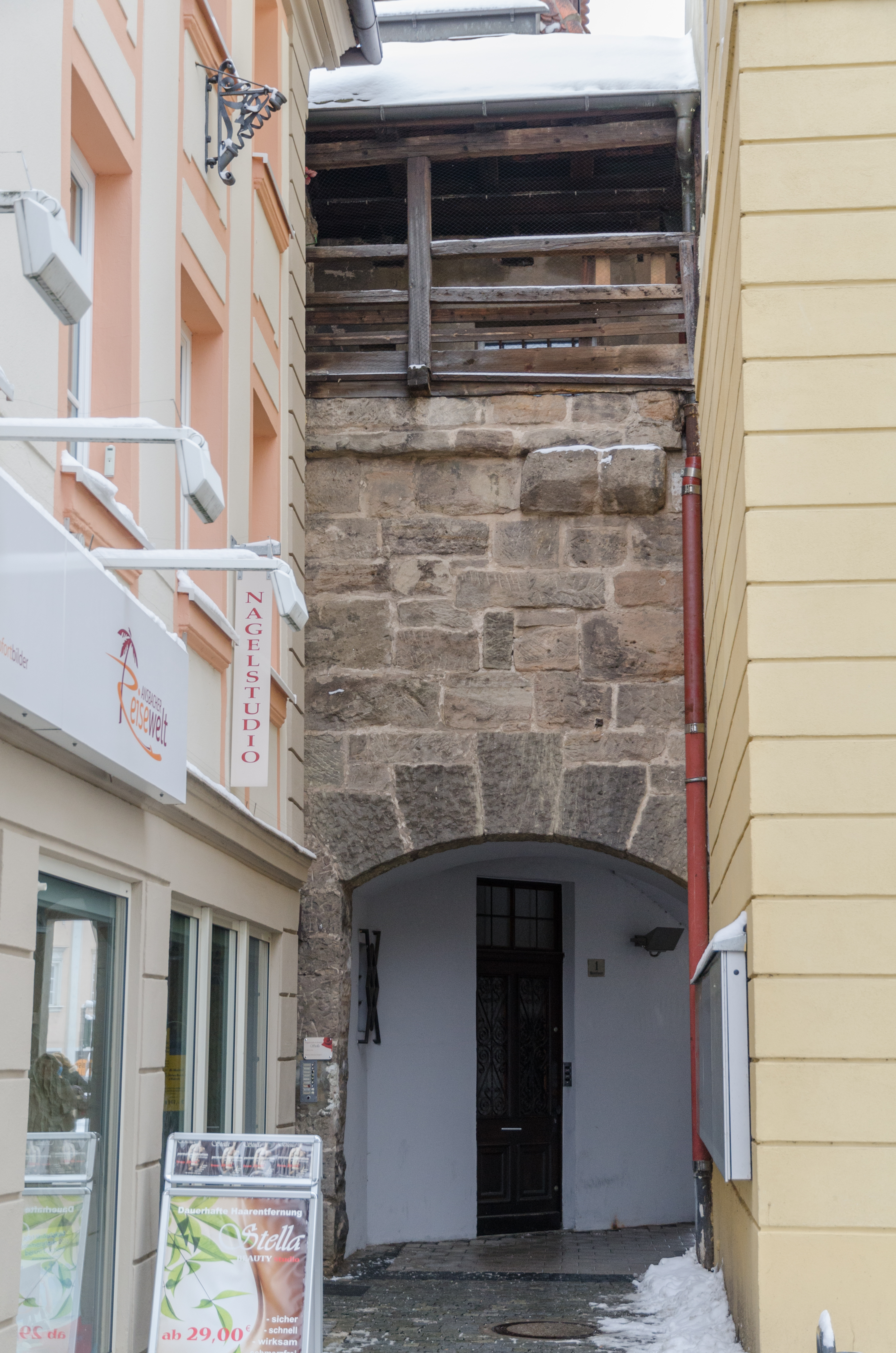
Östlicher Wehrgangrest

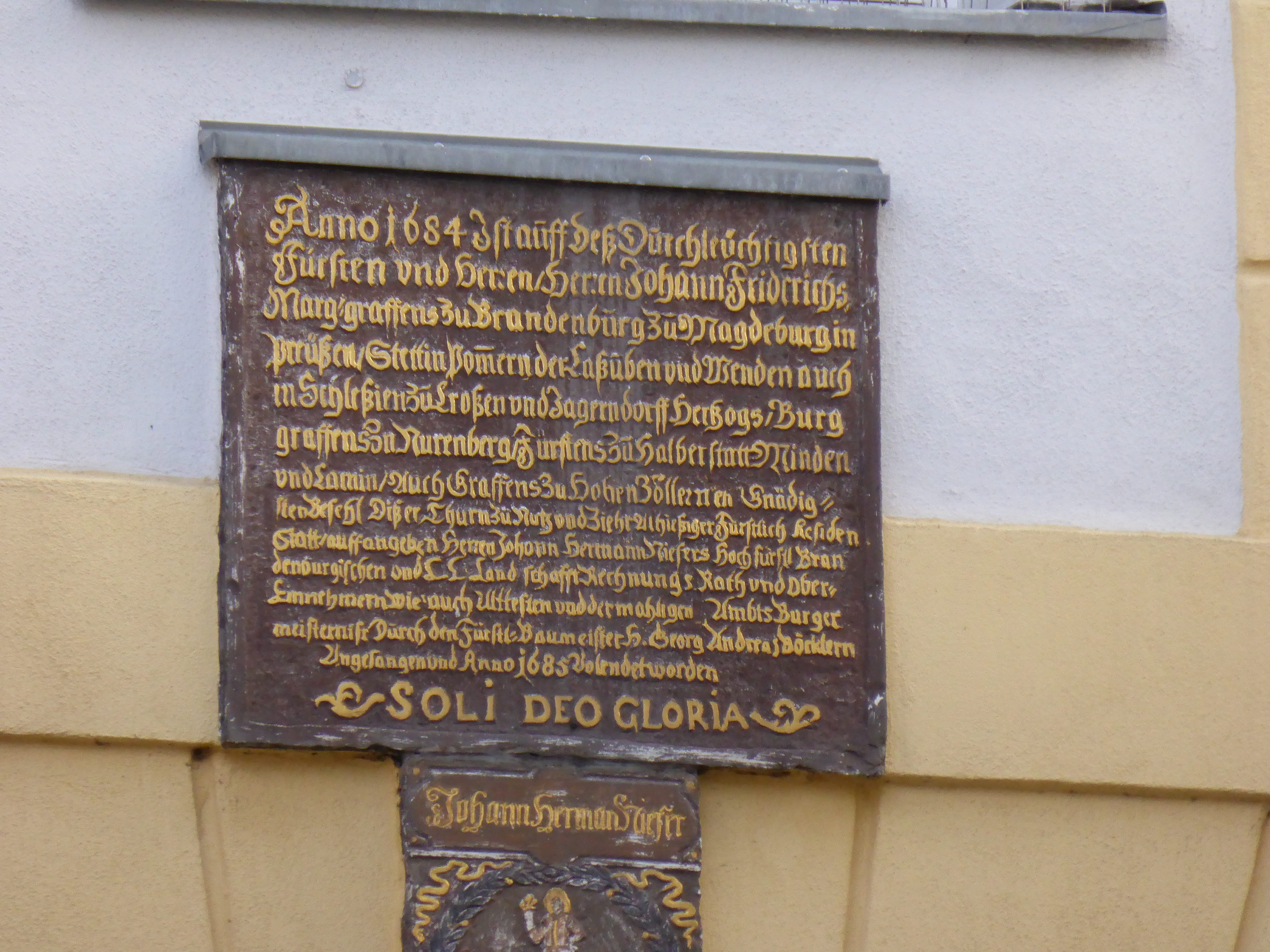
Inschriftplatte von 1684/85, darunter das Niefer-Wappen

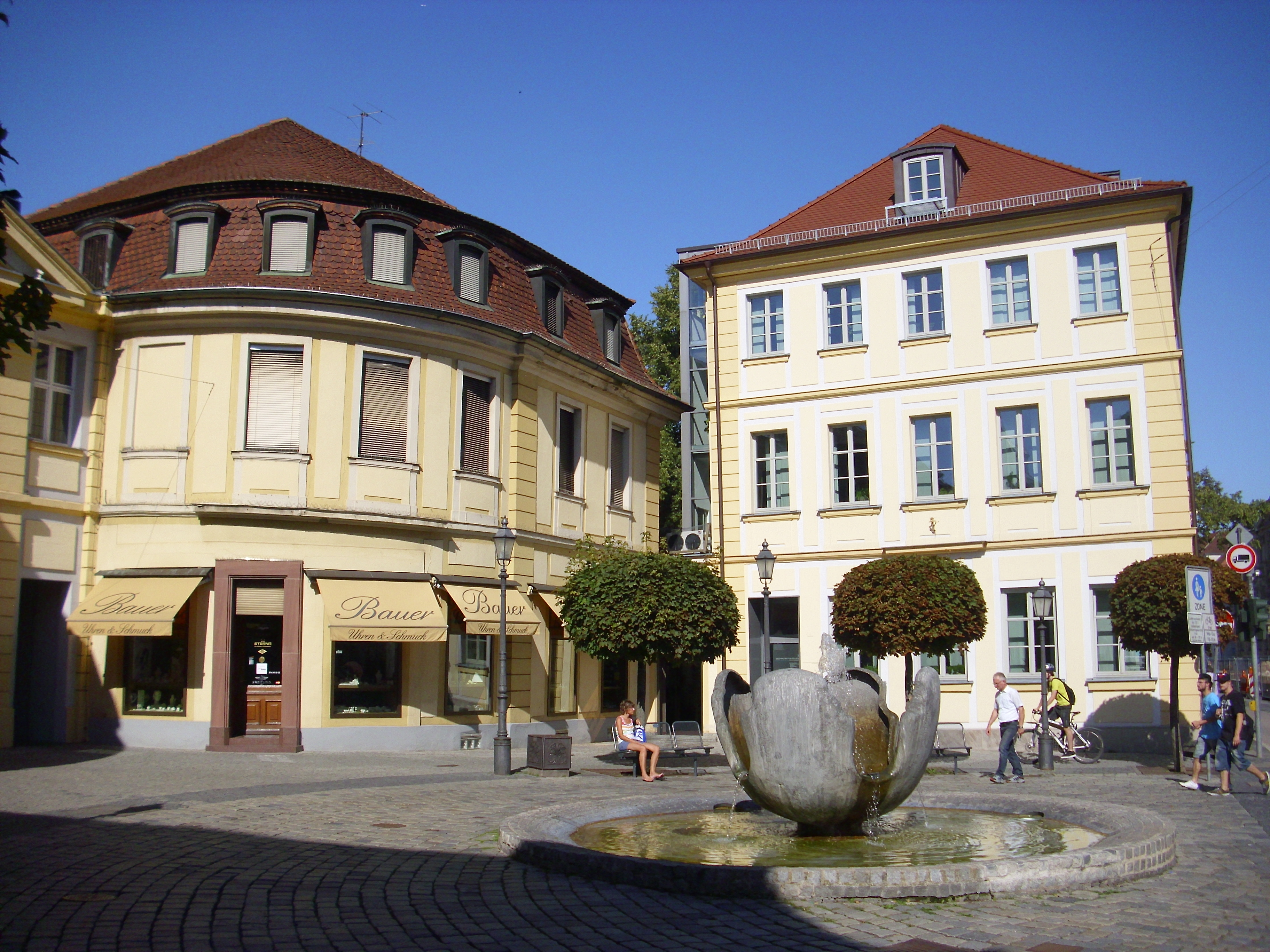
Vorplatz mit Sicht auf östlichen Eckpavillon und Tulpen-Brunnen (2012)

Dass der ursprüngliche Torbau viel niedriger gewesen sein muss, lässt sich von nördlicher Richtung aus beim Blick auf den Wehrgangrest östlich des Tores erkennen. Dieser ist, neben dem viereckigen Sockelbau und dem inneren Spitzbogen, noch erhalten.
Der barocke oktogonale Turm ist dem gotischen Sockelbau aufgesetzt, besitzt als Dach eine gebauchte Haube mit Laterne (sogenannte welsche Haube) und vier Uhr-Ausbauten, dazu rustizierte Lisenen und eine Putzgliederung, sowie einen Torvorbau mit Dreiecksgiebel. Die Inschriftplatte über dem Torbogen an der Nordfassade stammt von 1684/85 und erinnert an die Baumaßnahmen von Georg Andreas Böckler. Unter dieser Marmorplatte findet sich das sogenannte Niefer-Wappen mit dem Namen „Johann Herman Niefer“ in der Kopfleiste. Auf dem Schlussstein des Torbogens ist das Ansbacher Wappen, allerdings ohne Fische, als Relief angebracht.
Der 47 Meter hohe Torturm wird seitlich von zwei abgerundeten Eckpavillons eingerahmt. Es handelt sich dabei um zweigeschossige Bürgerbauten mit Mansarddach, Lisenen- und Putzgliederung, die unter Leopoldo Retti und Johann David Steingruber in den Jahren 1733/34 errichtet wurden.
Auf dem südlich gelegenen Torvorplatz, wo sich Promenade und Maximilianstraße treffen, befindet sich der sogenannte Tulpen-Brunnen. Der bronzene Brunnen wurde 1979 nach einem Entwurf des Bildhauers Josef Gollwitzer erbaut. Die Gestaltung des Brunnens in Form einer Tulpenblüte nimmt Bezug auf den in Ansbach geborenen Dichter August Graf von Platen, der auch als „die Tulpe im deutschen Dichtergarten“ bezeichnet wird. Der Brunnen erhielt im Rahmen von Sanierungsarbeiten 2015 ein neues Fundament.